# Alfred Rosenkrantz
Alfred Rosenkrantz (født 11. november 1898 i København, død 8. juli 1974 i Sundby, Lolland) var en dansk geolog. Han er især kendt for sin forskning i Grønlands geologi, og som initiativtager till oprettelsen af Grønlands geologiske Undersøgelse (GEUS).